# Per Bergman
Petrus Hilding Bergman (conocido como Per Bergman; Estocolmo, 15 de mayo de 1886-Estocolmo, 18 de octubre de 1950) fue un deportista sueco que compitió en vela en la clase 12 Metre. Participó en los Juegos Olímpicos de Estocolmo 1912, obteniendo una medalla de plata en la clase 12 Metre.

## Palmarés internacional
| Juegos Olímpicos | Juegos Olímpicos   | Juegos Olímpicos | Juegos Olímpicos |
| Año              | Lugar              | Medalla          | Clase            |
| ---------------- | ------------------ | ---------------- | ---------------- |
| 1912             | Estocolmo (Suecia) | Medalla de plata | 12 Metre         |